# イリーナ・メルレニ
イリーナ・メルレニ （Iryna Merleni、ウクライナ語:Ірина Мерлені-Мельник、1982年2月8日 - ）は、ウクライナの女子レスリング選手。2004年アテネオリンピックレスリング48kg級の金メダリスト。

## 経歴
旧名はイリーナ・メルニクで、結婚により名字が変わった。ウクライナ西部フメリニツキー州カミアネツ・ポディルスキー出身。2006年12月、第1子出産。
メルレニ（メルニク）は、2008年北京オリンピックの同階級にも出場したが、アテネ大会決勝で勝利した日本の伊調千春の前に敗北。しかし、敗者復活を勝ち上がり2大会連続のメダルを手にした。
2012年ロンドンオリンピックでは準決勝でマリヤ・スタドニク、3位決定戦でクラリサ・チャンに敗れ3大会連続のメダルを逃した。
なお、試合では審判の隙を突いて相手の首を絞めるというラフプレーが常套手段だったという。また、2005年の世界選手権決勝では中国の任雪層に歯形が残るくらい強く噛み付いた点も指摘されている。しかし、FILA（国際レスリング連盟）からお咎めを受けることはなかった。

## 実績
- オリンピック
  - 2004年アテネオリンピック 金メダル
  - 2008年北京オリンピック 銅メダル
- 世界選手権
  - 優勝 2000、2001、2003年
  - 2位 2005、2007年
- ヨーロッパ選手権
  - 優勝 2004、2005年
  - 2位 2001年